# Comuna de Popów
Popów (polaco: Gmina Popów) é uma gminy (comuna) na Polónia, na voivodia de Silésia e no condado de Kłobuck.
De acordo com os censos de 2004, a comuna tem 6012 habitantes, com uma densidade 58,8 hab/km².

## Área
Estende-se por uma área de 102,21 km², incluindo:
- área agricola: 62%
- área florestal: 29%

## Demografia
Dados de 30 de Junho 2004:
|                      | Total   | Total | Mulheres | Mulheres | Homens  | Homens |
| -------------------- | ------- | ----- | -------- | -------- | ------- | ------ |
|                      | pessoas | %     | pessoas  | %        | pessoas | %      |
| População            | 6012    | 100   | 3009     | 50       | 3003    | 50     |
| Densidade (pop./km²) | 58,8    | 100   | 29,4     | 29,4     | 29,4    | 29,4   |

De acordo com dados de 2002, o rendimento médio per capita ascendia a 1154,36 zł.

## Subdivisões
- Annolesie, Brzózki, Dąbrowa, Dąbrówka, Dębie, Florianów, Kamieńszczyzna, Kule, Nowa Wieś, Płaczki, Popów, Rębielice Królewskie, Wąsosz Dolny, Wąsosz Górny, Więcki, Zawady, Zbory.

## Comunas vizinhas
- Działoszyn, Miedźno Lipie, Nowa Brzeźnica, Opatów, Pajęczno